# 자연 자본

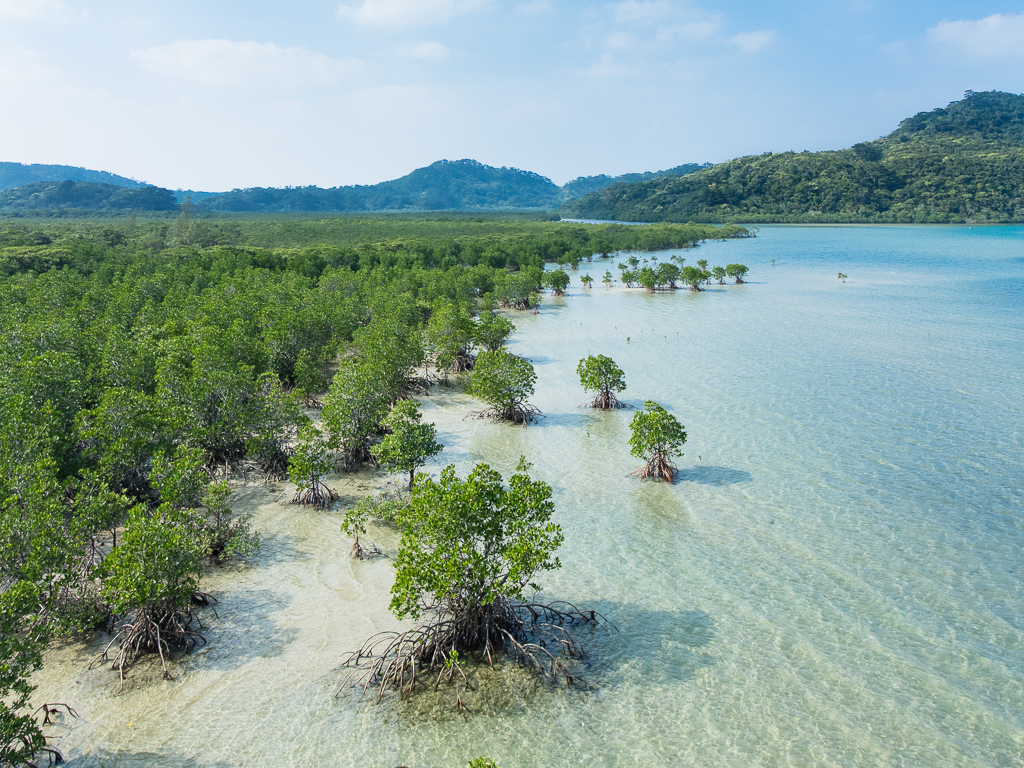
일본 이리오모테 섬의 맹그로브 습지는 퇴적물 축적, 해안 보호, 양식장 및 어류 산란장 등 유익한 서비스를 제공하여 해안 어촌 공동체를 지원할 수 있다. 전 세계 맹그로브 습지의 최소 35%가 불과 20년 만에 파괴되었다.

자연 자본(natural capital) 또는 천연 자본은 지질학, 토양, 공기, 물 및 모든 생명체를 포함하는 세계의 천연 자원의 저장고이다. 일부 자연자본 자산은 사람들에게 종종 생태계 서비스라고 불리는 무료 재화와 서비스를 제공한다. 이 모든 것이 우리 경제와 사회를 뒷받침하고, 인간의 삶을 가능하게 한다.
이는 자본(더 많은 자원을 생산할 수 있는 자원)이라는 경제적 개념을 자연 환경이 제공하는 상품과 서비스로 확장한 것이다. 예를 들어, 잘 관리된 숲이나 강은 새로운 나무나 어류의 무한정 지속 가능한 흐름을 제공할 수 있지만, 이러한 자원을 과도하게 사용하면 목재 가용성이나 어류 자원이 영구적으로 감소할 수 있다. 또한 자연 자본은 집수, 침식 제어, 곤충에 의한 작물 수분과 같은 필수 서비스를 사람들에게 제공하여 결과적으로 다른 천연 자원의 장기적인 생존 가능성을 보장한다. 이용 가능한 자연 자본 자산으로부터 서비스를 지속적으로 공급하는 것은 건강하고 기능하는 환경에 달려 있기 때문에 서식지와 생태계의 구조와 다양성은 자연 자본의 중요한 구성 요소이다. '천연자본자산 점검'이라고 불리는 방법은 의사결정자가 천연자본자산의 현재와 미래 실적 변화가 인간의 행복과 경제에 어떤 영향을 미칠지 이해하는 데 도움이 된다. 가격이 책정되지 않은 천연자본은 기업이나 개인이 책임을 지지 않고 자연을 착취하거나 남용하여 생태계와 환경에 해를 끼칠 수 있는 경우를 말한다.

## 같이 보기
- 보전생물학
- 생태경제학
- 생태발자국
- 생태학
- 경제물리학
- 생태계 서비스
- 환경파괴
- 환경경제학
- 환경 보호
- 재생 가능 자원
- 지속 가능성
- 지속 가능한 발전
- 생태계와 생물 다양성의 경제학